# Prunus subcoriacea
Prunus subcoriacea är en rosväxtart som först beskrevs av Chod. och Hassl., och fick sitt nu gällande namn av Emil Bernhard Koehne. Prunus subcoriacea ingår i släktet prunusar, och familjen rosväxter. Inga underarter finns listade i Catalogue of Life.